# Гогін Віктор Федорович
Віктор Федорович Гогін (12 жовтня 1906, Олтухово — 1984) — керівник Лисичанського хімічного комбінату, Герой Соціалістичної Праці.

## Біографія
Народився 12 жовтня 1906 року в селі Олтуховому (тепер Вачського району Нижньогородської області) в сім'ї селянина. У 1924 році закінчив середнью школу і за путівкою відділу народної освіти поступив на хімічний факультет Горьковського університету. У 1926 році був переведений в Ленінградський технологічний інститут. Після закінчення інституту в 1930 році, працював інженером-технологом на ряді хімічних підприємств СРСР.
У серпні 1945 року був направлений на Лисичанський хімічний комбінат, де з 1945 по 1948 роки виконував обов'язки головного інженера. У 1948–1954 роках працював заступником директора з будівництва ТЕЦ споруджуваного хімкомбінату. У 1954–1957 роках був заступникщм директора з будівництва, начальник управління капітального будівництва Лисхімкомбінату.
У червні 1957 року наказом міністра хімічної промисловості був призначений директором Лисичанського хімічного комбінату і цій посаді пропрацював до листопада 1968 року. За його керівництва у 1966 році комбінат був нагороджений орденом Леніна за дострокове виконання завдань семирічного плану по випуску хімічної продукції, ефективне використання внутрішніх резервів виробництва, впровадження нової техніки і прогресивної технології.

Могила Віктора Гогіна

Після відходу з хімкомбінату працював у Всесоюзному науково-дослідному інституті хімічної промисловості в Києві. Помер у 1984 році. Похований в Києві на Байковому кладовищі.

## Нагороди
В травні 1966 року Віктору Гогіну було присвоєне звання Героя Соціалістичної Праці. Нагороджений двома орденами Леніна, орденом Трудового Червоного Прапора, медалями «За перемогу над Німеччиною», «За доблесну працю у Великій Вітчизняній війні», «За доблесну працю. В ознаменування 100-річчя з дня народження В. І. Леніна».